# Protectorat de Wallis-et-Futuna
5 mars 1888 – 29 juillet 1961
Entités suivantes :
- Territoire de Wallis-et-Futuna

Le protectorat de Wallis-et-Futuna est un protectorat français du 5 mars 1888 au 29 juillet 1961 sur les îles de Wallis, Futuna et Alofi, dans l'océan Pacifique. Il est établi à la demande des rois coutumiers, sous l'influence des missionnaires maristes catholiques qui ont converti la population en 1840-42 et cherchent la protection de la France face à l'avancée des protestants dans la région. En avril 1887, le protectorat sur Wallis est signé ; il est étendu à Futuna l'année suivante, même si ces îles sont rattachées administrativement à la Nouvelle-Calédonie jusqu'en 1909. En raison du faible intérêt stratégique de ces îles et de leur éloignement, il n'y a pas de véritable colonisation.
Le protectorat est dirigé par un résident envoyé par la France. Résidant à Wallis, il est chargé de maintenir l'ordre public, gérer le budget et collecter les impôts, construire des infrastructures et a également le pouvoir de valider la nomination des rois coutumiers. Néanmoins, l'administration française doit composer avec le pouvoir coutumier (Lavelua à Wallis, rois à Futuna, et leurs chefferies) qui a autorité sur les Wallisiens et Futuniens, avec la puissante église catholique qui encadre la population, gère l'enseignement autant que le contrôle des mœurs, ainsi qu'avec les commerçants, dont certains s'impliquent en politique. Certains résidents tentent néanmoins d'accroître leur pouvoir, comme Jean-Joseph David qui cherche à développer les infrastructures et les exportations wallisiennes à marche forcée dans les années 1930. À l'inverse, Futuna est difficile d'accès, et l'administration française y est représentée par un missionnaire. La trajectoire de Futuna diffère donc sensiblement de celle de Wallis.
Les habitants pratiquent l'agriculture vivrière et la pêche pour subvenir à leurs besoins, et ces sociétés polynésiennes organisées autour du don et du contre-don ne connaissent pas l'économie de marché. L'unique activité commerciale, encouragée par la France, est l'exportation du coprah, mais elle s'effondre dans les années 1930.
La Seconde Guerre mondiale représente un tournant majeur : en restant fidèles au régime de Vichy, les îles sont coupée du monde pendant 17 mois avant d'être reprises par la France libre et Wallis investie par l'armée américaine. Construction d'infrastructures, arrivée d'un fort pouvoir d'achat et découverte du modèle de société occidental bouleversent les équilibres socio-économiques et politiques. Une importante émigration se met alors en place vers la Nouvelle-Calédonie et les Nouvelles-Hébrides, renforcée par la situation économique délabrée à la suite du départ des Américains en 1944. Le protectorat devient « archaïque ». La population s'exprime massivement en faveur du changement de statut lors du référendum de 1959 et le 26 juillet 1961, le protectorat prend fin : Wallis-et-Futuna devient un territoire d'outre-mer.

## Contexte

### Localisation géographique
| - L'île de Wallis ('Uvea). - Futuna et Alofi (îles Horn). |

Le protectorat s'étend sur les îles Wallis (île centrale entourée d'un lagon où se trouvent plusieurs îlots) et les îles Horn (Futuna et Alofi). Situées dans l'océan Pacifique, elles appartiennent à l'aire culturelle et historique de la Polynésie.

Carte de l'Océanie et de l'Asie de l'est en 1914. Le protectorat de Wallis-et-Futuna se situe au milieu de protectorats britanniques ou américains, loin des autres possessions françaises du Pacifique.

Les îles les plus proches sont les Tonga au sud (protectorat britannique de 1900 à 1970), les Fidji (colonie britannique de 1874 à 1970) au sud-ouest, les îles Ellice et îles Gilbert (protectorats britanniques de 1892 aux années 1970), actuels Tuvalu et Kiribati) au nord, Tokelau (protectorat britannique, inclut dans les îles Gilbert et Ellice en 1916) au nord-est, et les Samoa à l'est, divisées entre les Samoa allemandes (1900-1914), qui passent sous souveraineté néozélandaise en 1920, et les Samoa américaines (1899-aujourd'hui). Le protectorat français est donc entouré de possessions britanniques ou américaines.
Les possessions françaises les plus proches sont les Nouvelles-Hébrides (condominium franco-britannique de 1907 à 1980) et la Nouvelle-Calédonie, colonie conquise en 1853 et qui devient un territoire d'outre-mer en 1944. Les établissements français de l'Océanie (actuelle Polynésie française), colonie de 1880 à 1946, sont encore plus éloignés.

### Démographie

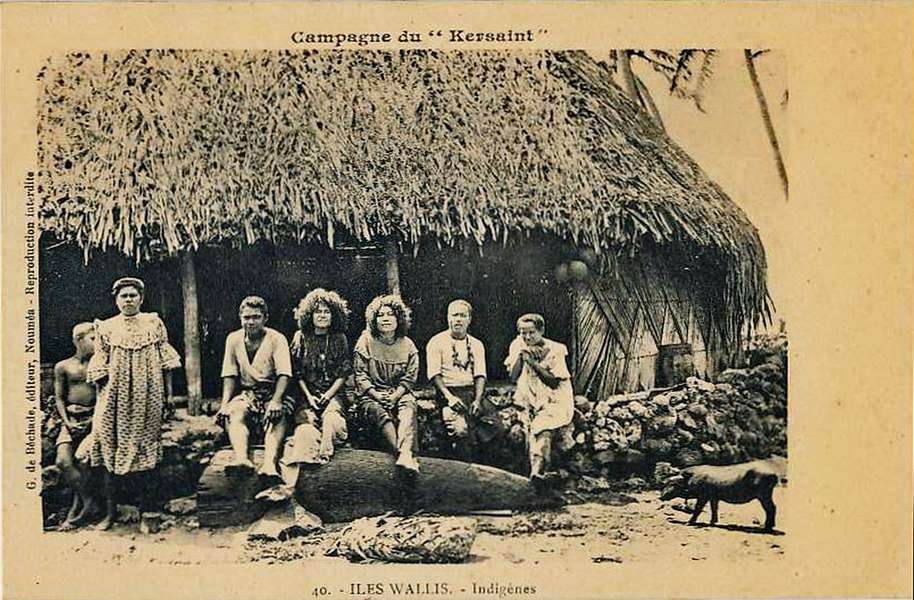
Groupe de wallisiens devant leur fale au début du XXe siècle.

La population de Wallis est estimée en 1842 à 2 500 habitants et de Futuna à 900. Au XXe siècle, la population de Wallis-et-Futuna augmente régulièrement. À partir de 1942, l'installation d'une base américaine à Wallis apporte une grande prospérité, qui favorise la natalité. Cet « âge d'or » prend fin en 1946, mais a permis de faire diminuer fortement la mortalité. En conséquence, Wallis connaît une « exubérance démographique » : entre 1935 et 1953, la population a augmenté de 45%. Les habitants sont dans leur immense majorité des Polynésiens ; la présence occidentale est minime, se limitant à une dizaine de missionnaires, une dizaine de commerçants et le résident de France. On compte également plusieurs centaines de Polynésiens des îles alentour, comptant en 1900 pour 10% de la population de Uvea et bien intégrés dans la société wallisienne.
| 1842  | 1928  | 1935  | 1953  | 1960  |
| ----- | ----- | ----- | ----- | ----- |
| 3 100 | 6 202 | 6 542 | 9 507 | 8 313 |

### Organisation sociale et politique
Les îles Wallis et Futuna sont structurée autour de chefferies villageoises avec à leur tête un « roi » coutumier (hau en wallisien, sau en futunien), choisi parmi les familles nobles ('aliki). La coutume joue un rôle très important dans la vie des insulaires. À l'arrivée des occidentaux au XIXe siècle, Futuna est divisée en deux royaumes : Alo et Sigave, tandis que le royaume d'Uvea englobe toute l'île de Wallis. Les rois coutumiers ont autorité sur le foncier : aucun étranger ne peut acheter de terres, seul un droit d'usage peut être concédé.
En 1837, des missionnaires maristes français arrivent sur les deux îles et convertissent en quelques années les populations au catholicisme. Ils regroupent les habitats sur la côte et encadrent le pouvoir royal. À Wallis, les règles établies par les missionnaires modifient l'ordre social en figeant l'organisation coutumière, affaiblissant l'aristocratie à travers la mixité des mariages tout en créant un clergé local pour asseoir leur autorité spirituelle et temporelle. La mission a ainsi réussi à prendre une place dans l'organisation coutumière traditionnelle, en conservant ou en adaptant les coutumes wallisiennes.
Comme le note l'historien Frédéric Angleviel, « lors de l’arrivée des Occidentaux, l’on peut considérer que l’entité Wallis-et-Futuna n’existe pas, les deux archipels étant entièrement indépendants l’un de l’autre ». Des liens traditionnels existent entre ces îles et les autres archipels de Polynésie, mais les voyages (tāvaka) sont interdits par les missionnaires dans un souci de protéger Wallis et Futuna des influences extérieures.

## Chronologie

### Origines

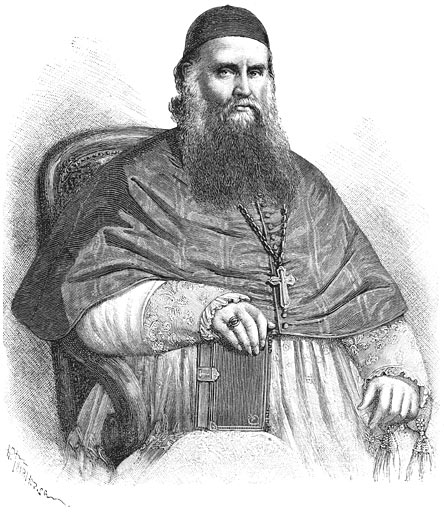
L'évêque Pierre Bataillon installe une véritable théocratie sur l'île de Wallis, convertie au christianisme en 1842. Il convainc la reine Amelia Tokagahahau de demander un protectorat à la France.

Dès l'arrivée des pères maristes en 1837 à Wallis et à Futuna, les missionnaires comprennent l'intérêt d'une protection officielle de la France sur les îles qu'ils ont converti au catholicisme. En effet, à a fin du XIXe, les rivalités entre catholiques et protestants sont fortes. Comme le résume Jean-Claude Roux, « derrière l'écran missionnaire allait se jouer longtemps une délicate partie entre marins, consuls, colons, commerçants, pour le contrôle des archipels du Pacifique sud ». Il s'agit de contrer l'influence des Tonga, récemment convertis au méthodisme, et qui font plusieurs tentatives pour étendre leur religion à Wallis.
Sous l'influence des pères maristes, le souverain wallisien (Lavelua) fait une première demande de protectorat à la France en février 1842, puis en octobre de la même année, en s'adressant aux différents capitaines de navires qui accostent à Wallis. Pour Jean-Claude Roux, « la nécessité de protection des missionnaires maristes fit que la Marine française s'attribua de facto un droit de regard sur les affaires de Wallis et Futuna ». La Marine française cherchait à l'époque à augmenter les ports où ses navires pouvaient faire escale.
Cependant, la France refuse initialement cette demande de protectorat, car une crise diplomatique a éclaté avec le Royaume-Uni, dite « affaire Pritchard », autour du protectorat établi à Tahiti : les annexions françaises dans le Pacifique s'arrêtent alors pour quelque temps pour apaiser les Britanniques.

### Débuts du protectorat (1887-1905)

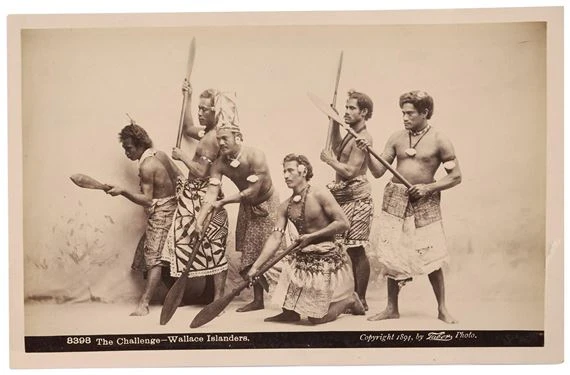
Des Wallisiens présents à l', photographiés à San Francisco par Isaiah West Taber.

Dans les années 1880, la situation diplomatique et stratégique change. Après l'annexion anglaise des Fidji en 1874 qui brise l'équilibre précaire entre les deux nations, les Français souhaitent eux aussi affirmer leur position dans l'Océanie lointaine. Wallis-et-Futuna jouissent d'un regain d'intérêt auprès du ministère des colonies, et les visées tongiennes sur 'Uvea inquiètent de plus en plus les Wallisiens. D'autre part, les missionnaires craignent une annexion par les Britanniques installés aux Fidji. En 1881 et 1884, la reine de Wallis, Amelia Tokagahahau (fille du Lavelua Soane Patita Vaimu'a) réitère sa demande de protectorat aux officiers français qui font escale à Wallis. Ce n'est qu'en 1886 que la demande de protectorat auprès de la France aboutit enfin, cinquante ans après l'installation des pères maristes.
La reine Amelia Tokagahahau signe un traité de protectorat ratifié par la France le 5 avril 1887 par décret. Le 29 novembre de la même année, les rois Anise Tamole pour Sigave et Malia Soane Musulamu pour Alo demandent eux aussi leur rattachement à la France. Le 5 mars 1888, un protectorat unifiant Wallis et Futuna est signé. Les débuts du protectorat sont imprécis : le décret du 5 avril 1887 ne concerne que Wallis, et l'île est rattachée administrativement et financièrement à la Nouvelle-Calédonie par un second décret le 27 novembre 1887 - sans pour autant que les modalités précises soient indiquées. Finalement, Futuna est incluse dans le protectorat le 16 février 1888. Ce n'est qu'en 1909 (décret du 10 juin 1909) que Wallis et Futuna sont officiellement détachées de la Nouvelle-Calédonie et rassemblées dans une seule entité distincte.
Les souverains de Futuna et Wallis gardent toute leur autorité coutumière sur leurs sujets : ce n'est donc pas à proprement parler une conquête ou une colonisation. Le premier résident de France arrive à Wallis en 1888. Mais pour Jean-Claude Roux, en 1900 « Wallis et Futuna ne présentaient plus une quelconque valeur stratégique ». Ce n'est qu'à la fin des années 1890 que les deux îles présentent un petit intérêt économique avec la production de coprah. Pour Filihau Asi Talatini, « sans la mission catholique, la France ne serait pas présente dans l'archipel ». Frédéric Angleviel parle d'un protectorat « symbolique » : « ces statuts préservent les intérêts de la mission et de la grande cheﬀerie tout en évitant au ministère des colonies des dépenses disproportionnées par rapport à la faible importance de ces archipels du bout du monde ».

### Les médecins-résidents (1906-1942)
Pierre Élie Viala arrive en 1905 et est suivi de Jean-Victor Brochard (fils de Victor Brochard), qui s'oppose fortement à la mission catholique. Arrivé en août 1909, Brochard doit quitter Wallis en avril 1910 mais grâce à des soutiens à Nouméa, il peut revenir en 1912 sur l'île.

#### Projets d'annexion (1913)

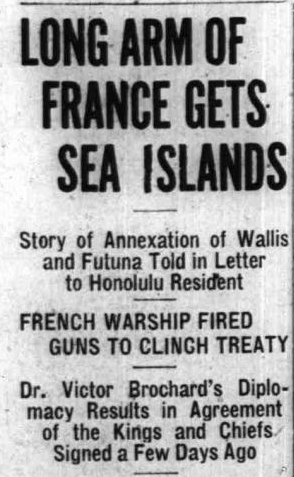
Cet article du Honolulu Star-Advertiser s'inquiète du projet d'annexion de Wallis-et-Futuna par la France en 1913 : « la France étend son bras jusque dans les îles ».

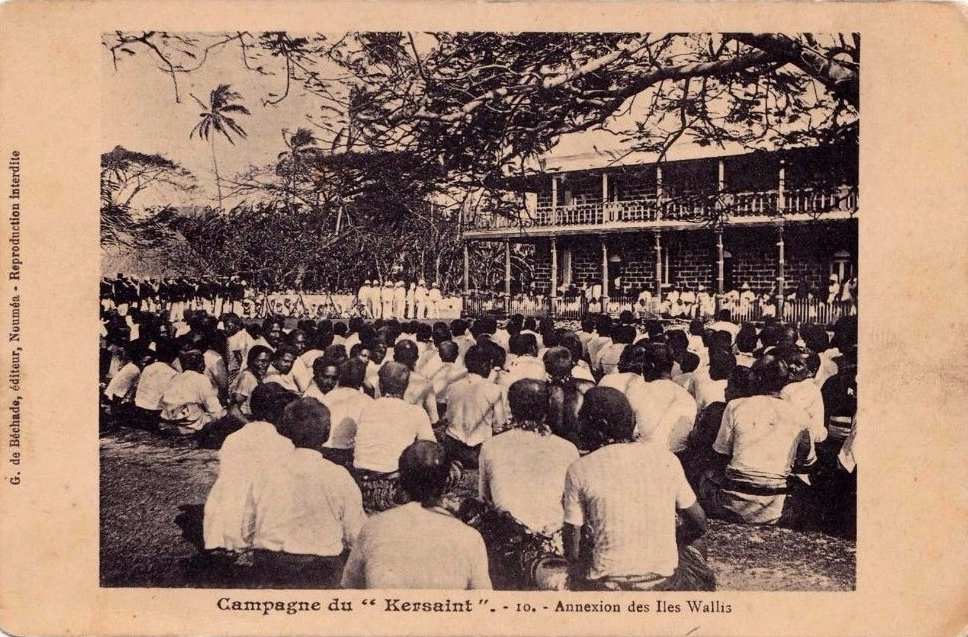
Le 22 juin 1913, les officiers du croiseur français Kersaint organisent une cérémonie d'« annexion » des îles Wallis, levant le drapeau français devant le palais royal d'Uvea (photo) à Mata-Utu. Mais cette annexion est rejetée par la France en 1924.

Un nouveau traité de protectorat est signé avec la France le 19 mai 1910. Le texte, valide jusqu'en 1961, limite les pouvoirs du roi de Wallis, mis en situation de sujétion par rapport au résident, et ceux des missionnaires. Ce nouveau traité de 1910 est censé préparer à l'annexion, demandée officiellement par le roi en 1913, sous l'influence du résident Brochard, Le 22 juin 1913, le croiseur Kersaint accoste à Wallis et organise une cérémonie où le drapeau français est levé devant le palais royal. Cela ne manque pas d'inquiéter les pays voisins anglophones. L'annexion devient en France un projet de loi en 1917, voté par la Chambre des Députés en 1920, mais elle est finalement refusée par le Sénat en 1924.
Après plusieurs « initiatives désastreuses », le résident Brochard part définitivement de Wallis-et-Futuna en 1914. Entre 1914 et 1926, il n'y a pas de médecin-résident.

#### Alain Gerbault à Wallis (1926)
En 1926, le navigateur Alain Gerbault s'échoue sur le récif à Wallis. Restant sur l'île pendant plusieurs moins afin de réparer son navire, il s'intéresse à la vie politique locale et critique ouvertement la mission et l'administration française. Cela provoque des troubles parmi la population locale qui proteste contre le roi Tomasi Kulimoetoke Ier et le résident en décembre 1926. À la suite de ces évènements, cinq meneurs sont jugés et exilés à Nouméa le 11 mars 1927 à la demande du résident Barbier. Ils sont toutefois amnistiés le 31 août 1927 et reviennent à Wallis en mai 1929.

#### La crise du coprah
Au début des années 1930, Wallis et Futuna sont touchées par un parasite, l'oryctes rhinoceros, qui contamine les cocotiers et entraîne un effondrement de la production de coprah, alors la principale exportation du territoire.

#### Le «roi David» (1933-1938)
Le protectorat de Wallis et Futuna a été marqué par la figure de Jean-Joseph David,. Ce médecin militaire arrive à Uvea en 1933 et prend la tête du protectorat. C'est le seul colon de l'île (hormis une quinzaine de missionnaires et deux commerçants). « David n’a pas été que médecin mais aussi résident, chef des travaux, juge de paix, « roi » ; il installe un nouvel hôpital, une école, développe le sport afin d’œuvrer à l’amélioration physique [des Wallisiens] qu’il cherche également à mettre au travail (forcé) pour développer l’île ». En 1934, il construit la première école publique de l'île et en 1935 un hôpital et une maternité.
Il met en place de grands travaux : entretien des routes (il crée notamment la route de Mu'a à Hihifo), développement des cocoteraies, plantation de nouvelles cultures comme le manioc. Pour cela, il détourne le système de travaux collectifs présents dans la coutume wallisienne, le fatogia. « Par des alliances avec des nobles wallisiens [...], il a réussi à mettre en branle un système de corvées coutumières qu'il va détourner au profit [...] du développement des infrastructures de l'île, mais en le poussant à la limite. ». Face à son autoritarisme, il est surnommé « Docteur Machette » ou lea tahi (en wallisien, « celui qui ne donne des ordres qu'une seule fois », à qui il faut obéir de suite). Il entretient également des relations difficiles avec la mission catholique.
Après le décès du roi précédent Mikaele Tufele II en 1933. Il décide de ne pas procéder à l'élection d'un nouveau roi et obtient quasiment le statut coutumier de Lavelua : il réussit à prendre la place du roi dans la cérémonie du kava, où la première coupe lui est réservée. Son mariage avec une princesse wallisienne lui permet de s'affirmer davantage. La population l'appelle alors Te Hau Tavite, « le roi David ». De 1933 à 1941, 'Uvea n'a plus de roi et c'est le premier ministre coutumier, le kivalu, qui a la plus haute autorité. Jean Joseph David lance également une pétition auprès de la population pour obtenir l'annexion de Wallis-et-Futuna par la France, mais les autorités de Paris et de Nouméa refusent, jugeant le projet trop coûteux.
En 1939, il publie L'œuvre française aux îles Wallis et Futuna où il liste ses actions et ses réussites. Cependant, à la fin de son séjour, une épidémie de typhoïde touche la population wallisienne, à cause de la sous-alimentation provoquée par les corvées. Pour l'historienne Claire Fredj, son expérience s'apparente donc à un échec. Après sa période wallisienne, Jean Joseph David part au Haut-Nyong (Cameroun) où il met en place des méthodes similaires.

### Seconde Guerre mondiale
Durant la Seconde Guerre mondiale, alors que les autres territoires français du Pacifique se rallient à la France libre en 1940, le protectorat de Wallis et Futuna reste fidèle à Vichy. Cette décision tient surtout à l'attitude de l'évêque Alexandre Poncet (1884-1973), antirépublicain et pétainiste convaincu. Coupée des autres territoires français et des îles environnantes (Fidji, Samoa, Tonga) aux mains des alliés, Wallis et Futuna souffrent d'un isolement complet pendant dix-sept mois. Le résident Vrignaud crée une force de police pour prévenir un éventuel débarquement, même si ce sont surtout les Japonais qui inquiètent la population. Le 16 mars 1941, Vrignaud et l'évêque soutiennent l'élection du roi Leone Matekitoga par les familles royales, bien que ce dernier refuse de prêter allégeance au maréchal Pétain.
Une première reconquête est envisagée par le Général de Gaulle en février 1941, mais éventée, elle est annulée. Face à l'avancée japonaise dans le Pacifique, les Américains souhaitent investir l'île pour y installer une base militaire. De Gaulle, soucieux de préserver la souveraineté française, négocie pour que les troupes de la France libre débarquent en premier à Wallis. Le 27 mai 1942, un corps expéditionnaire de la France libre s'empare de Wallis, un jour avant la date prévue afin d'affirmer la souveraineté française sur l'île. Le résident Léon Vrignaud est arrêté sans aucune violence et remplacé par un résident fidèle aux alliés, le médecin-capitaine Mattéi. Le lendemain, l'armée américaine débarque et installe une base militaire sur l'île. Futuna est ralliée à la France libre deux jours plus tard, mais n'est pas investie par les alliés.

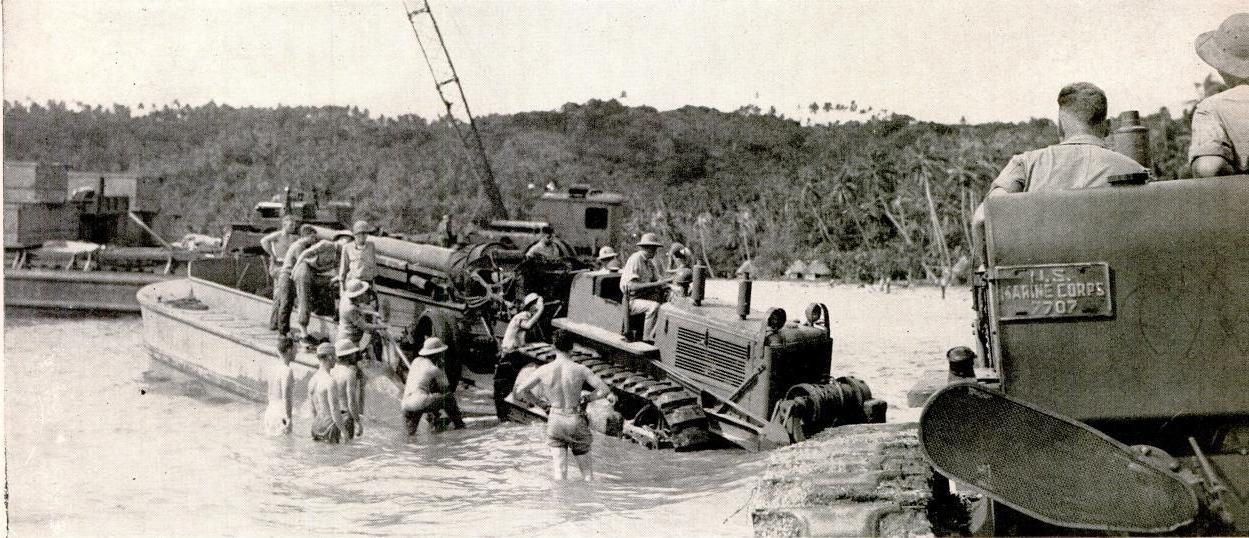
L'armée américaine débarque des canons dans la baie de Gahi à Wallis en 1942.

Le commandement américain fait débarquer 2 000 GI's sur l'île, et leur nombre s'élève à 6 000 durant les deux années suivantes. En juin 1942, les soldats du génie (seabees) arrivent sur l'île. Les Américains construisent de nombreuses infrastructures : une base aérienne à Hihifo pour bombardiers (qui est devenue l'aérodrome de Hihifo) et une autre à Lavegahau, une hydrobase à la pointe Muʻa, un port à Gahi et un hôpital de 70 lits, ainsi que des routes. Ils acheminent une quantité importante d'armements, DCA, avions, tanks, etc.
Cette période a de profondes répercussions sur la société wallisienne : les soldats américains introduisent de nombreux matériels et construisent des infrastructures qui aujourd'hui encore ont laissé leur empreinte Les GI's arrivent avec un fort pouvoir d'achat, et Wallis est reliée par avion et bateau aux îles Samoa. En conséquence, écrit Frédéric Angleviel, « il en résulte une extraordinaire prospérité économique à la fois inattendue, brève et sans lendemain. Une véritable folie de consommation s’abat sur l’île malgré les efforts de réglementation de la résidence ». Les recettes fiscales du protectorat augmentent grandement grâce aux taxes douanières sur les produits américains. La présence des américains bouleverse l'autorité de la chefferie et des missionnaires. En effet, les roturiers (tuʻa) s'enrichissent rapidement en travaillant pour l'armée américaine. En conséquence, l'administration française se voit obligée de revaloriser de 1000% l'indemnité des chefs en 1943. Les pères maristes tentent de contrôler les mœurs de la population uvéenne, mais des relations amoureuses et sexuelles se développent entre GI's et wallisiennes. Plusieurs enfants métis naissent de ces unions.
Après la victoire américaine de Guadalcanal, l'intérêt stratégique de la Polynésie se réduit et en février 1944 débute le démantèlement puis l'évacuation des bases américaines aux Samoa et à Wallis. Les soldats quittent 'Uvea,,. Il ne reste plus que 300 soldats en mars et seulement douze américains en juin 1944 à 'Uvea. En avril 1946, les derniers Américains quittent Wallis. La période fastueuse de richesse et de gaspillage s'interrompt aussi brutalement qu'elle a commencé. Les Wallisiens se retrouvent face à des difficultés économiques : les cultures vivrières ont été négligées, les plantations de cocotier ont été abandonnées faute d'export du coprah, et les volailles sont menacées de disparition. Même le lagon a été abîmé par la pêche à la dynamite. La population doit se remettre au travail.
En revanche, Futuna n'est pas investie par les Américains et reste largement à l'écart de ces mutations, et souffre de l'isolement pendant la guerre.

### Fin du protectorat (1946-1961)

#### Mutations économiques, sociales et politiques
À la suite de l'expérience américaine, « l'équilibre des pouvoirs a été rompu » : le royaume d'Uvea connaît trois rois entre 1945 et 1950 (Leone Manikitoga, Pelenato Fuluhea et Kapeliele Tufele). Le 22 décembre 1953, une nouvelle crise de succession éclate, sur fond de désaccords entre le roi, l'administration et la mission. Aloisia Brial est désignée reine d'Uvea. Son règne est marqué par l'instabilité politique : la reine, jugée trop autoritaire, devient contestée par sa chefferie. En 1957, elle est mise en minorité par le conseil royal mais refuse d'abdiquer. La tension est maximale lorsque le district de Mu'a fait presque sécession. La reine finit par démissionner le 12 septembre 1958 et après de difficiles négociations, Tomasi Kulimoetoke II lui succède le 12 mars 1959 et réussit à imposer son autorité.
À Futuna, l'instabilité politique est plus forte et les rois changent assez fréquemment dans les deux royaumes d'Alo et de Sigave. La mission catholique, représentée par le père Cantala, garde un pouvoir important même si elle se tient plutôt à l'écart des querelles politiques futuniennes. Ainsi, en 1952, les villages d'Alo s'affrontent autour de la question de la succession du Tu'i Agaifo.
Dans les années 1950, des liaisons maritimes puis aériennes sont mises en place entre Wallis et la Nouvelle-Calédonie, des infrastructures sont construites et des fonctionnaires locaux sont recrutés.
L'après-seconde guerre mondiale est une période de crise économique : la production de coprah, seule culture commerciale de l'archipel, s'effondre à Wallis et la population revient à l'agriculture vivrière. D'autre part, la population continue d'augmenter, et la jeunesse, au contact des Américains, aspire à un nouveau mode de vie. En conséquence, à partir de 1974, une forte émigration se développe vers les territoires français du Pacifique : Nouvelles-Hébrides et Nouvelle-Calédonie. La plupart de ceux qui partent sont de jeunes hommes. Les autorités religieuses et coutumières encadrent cette émigration de travail, et la diaspora se structure. En 1956, les Wallisiens et Futuniens de Nouvelle-Calédonie comptent 1 200 personnes, avec un clergé et des représentants des chefferies de chaque royaume. Ils sont appréciés pour leur force de travail et leur loyauté à la France. Toutefois, « ces migrations sont régulièrement contrariées par le statut des Wallisiens et des Futuniens, originaires d’un « pays » protégé par la France, ne possédant ni les avantages d’un État souverain, ni les facilités d’un territoire membre de l’Union Française ». Pour Frédéric Angleviel, le protectorat est devenu « anachronique » et vit « une longue agonie » ; l'intégration de Wallis-et-Futuna en tant que territoire d'outre-mer français répond à un impératif économique dans le but de faciliter la migration.

#### Référendum et changement de statut (1959-1961)
En 1958, les rois de Uvea, Alo et Sigave font une demande au président de la République française (Charles de Gaulle) pour que Wallis-et-Futuna soit pleinement intégré à la République, tout en conservant ses spécificités : droit coutumier pour les affaires civiles, gestion du foncier par les autorités coutumières et maintien d'un enseignement catholique dispensé par la mission. Un accord est signé par le ministre de la France d'outre-mer Jacques Soustelle le 5 octobre 1959 et un référendum a lieu le 27 décembre 1959. Les Wallisiens et Futuniens s'expriment à plus de 94% pour le oui. À la suite des résultats du référendum, une assemblée provisoire est mise en place avec les autorités politiques, coutumières et religieuse des trois îles le 17 février 1960. Cette assemblée permet d'élaborer un projet de loi qui est ensuite ratifié par le parlement français le 29 juillet 1961, dotant effectivement Wallis et Futuna d'un statut de territoire d'outre-mer. Après 74 ans, le protectorat prend fin.

## Administration
À Wallis, le pouvoir est un jeu d'équilibre entre les autorités coutumières (Lavelua et chefs traditionnels), le clergé, la petite administration française et les quelques commerçants. Les tensions sont parfois fortes et les crises politiques nombreuses. Jusqu'à l'arrivée du résident Viala en 1905, le protectorat est assez instable. Futuna est davantage marquée par les luttes entre les royaumes d'Alo et de Sigave et l'absence de l'administration française.

### Autorités coutumières
Les rapports sociaux et politiques au sein des sociétés wallisienne et futunienne sont avant tout façonnés par les autorités coutumières (rois, chefs de districts et de villages). L'anthropologue Sophie Chave Dartoen indique que « l’organisation de la société wallisienne se fonde sur une relation intime entre les hommes et la terre dont ils héritent des ancêtres ». Dans certaines familles, des titres des responsables coutumiers ('aliki) sont transmis en fonction de la qualité des individus autant que par leur appartenance familiale : « le porteur du titre doit faire ses preuves ». En cas de troubles ou de conflits, le lien aux ancêtres et à Dieu est abîmé et le porteur du titre est destitué par ses pairs. Chaque village est dirigé par un chef (pule kolo), auquel les habitants d'une « maisonnée » ('api) prêtent allégeance en fournissant des prestations lors des cérémonies coutumières et en participant aux travaux collectifs (fatogia). Au dessus se trouvent les chefs de districts (faipule) de Hihifo, Mu'a et Hahake, et enfin le chef suprême ('aliki hau), portant le titre de Lavelua, nommé « roi » en français. « Le « roi » préside à toutes les cérémonies religieuses et civiles. Il est le gardien de la forêt primaire, source de fertilité, et du maquis central, exploité en cas de famine ; il est responsable de la vie et de la survie du « pays » fenua (...) Le « roi » est enfin garant de l’inaliénabilité de la terre ».
À Wallis, le souverain (Lavelua) est désigné par les familles royales. Cela permet un certain partage du pouvoir à tour de rôle entre familles. Néanmoins, le choix est soumis à l’approbation du résident et souvent influencé par la position de la mission. Durant le protectorat, 16 rois et reines se succèdent à Wallis. La plupart règnent pour quelques années, hormis certaines périodes de crise où les Lavelua se succèdent en quelques mois comme en 1933. De 1933 à 1941, le résident Jean Joseph David suspend même l'élection d'un roi.
À Futuna, dans un contexte de rivalité entre les deux royaumes d'Alo et de Sigave, vingt rois se succèdent à Alo et treize à Sigave entre 1900 et 1960.
Le statut administratif des habitants autochtones est imprécis : « ils ont besoin d’une autorisation administrative pour quitter le protectorat et d’une déclaration d’existence, les Wallisiens et les Futuniens n’étant ni citoyens d’un État indépendant ni sujets de l’Empire français puis de l’Union française ».

### Mission catholique

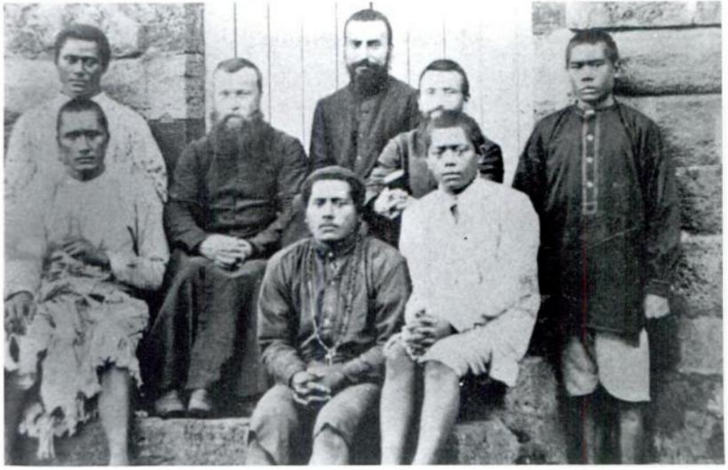
Trois pères maristes et des séminaristes à Lano (Wallis), vers 1890.

Le clergé catholique encadre fortement la population et exerce une influence majeure : « les supérieurs des deux missions, confesseurs de ces mêmes grands chefs, sont les principaux inspirateurs de la politique intérieure de Wallis et de Futuna ». L'évêque en place, Pierre Bataillon a réussi à transformer Wallis en une véritable théocratie insulaire ; ses successeurs exercent un pouvoir toujours aussi important. Les fêtes religieuses rythment le calendrier et la participation à la messe est obligatoire. Pour autant, les missionnaires n'ont pas détruit la culture pré-chrétienne : au contraire, ils prennent soin de préserver la coutume pour y intégrer le christianisme. Pour Dominique Pechberty et Epifania Toa, il s'agit donc d'un véritable syncrétisme,, tandis qu'Angleviel parle d'inculturation.
En 1871, la reine Amelia Tokagahahau proclame le Code de Wallis (Tohi fono o Uvea). Rédigé par l'évêque Pierre Bataillon, ce texte législatif écrit en wallisien fixe la composition précise de la chefferie et consacre le rôle du roi comme chef suprême unique. Ce dernier nomme les différents ministres coutumiers, dont le nombre et les titres sont définis : Kivalu, Mahe, Kulitea, Ulu'imonua, Fotuatamai et Mukoifenua. Le code prévoit également que le roi nomme les chefs de districts ainsi que les chefs de village. Des codes similaires sont établis par les pères maristes pour les deux royaumes de Futuna, et amendés en 1954 et 1960.
Avec la christianisation, le dieu chrétien est devenu l'autorité supérieure devant le roi. « Ainsi, s’est imposée l’idée d’un pouvoir séculier, immanent et dominé par un ‘aliki de référence, le « roi », lui-même soumis à la volonté de Dieu, `Aliki de position supérieure et référence ultime représenté sur terre par le clergé ».
En 1937, le vicariat apostolique de Wallis-et-Futuna est instauré : un évêché autonome voit le jour, indépendant des Tonga. Alexandre Poncet est nommé premier évêque de Wallis-et-Futuna et devient une figure clé de la mission.
Les relations entre la mission et la résidence de France sont variables : d'un côté, les missionnaires souhaitent préserver les îles de toute influence laïque jugée dangereuse, tandis que les résidents critiquent souvent l'influence du clergé sur la population. Néanmoins, pour Frédéric Angleviel, « [la résidence] a généralement à cœur de s’entendre sur le terrain avec la mission, qui est un élément clé de la vie locale ». La construction d'infrastructures dans les années 1950 (écoles, dispensaires) est perçue de manière positive par le clergé : « la mission est favorable à tout ce qui peut améliorer la vie de ses fidèles, du moment que la morale chrétienne est sauvegardée ». À Futuna, par contre, les maristes conservent une influence très forte en l'absence d'administration française.

### Administration française

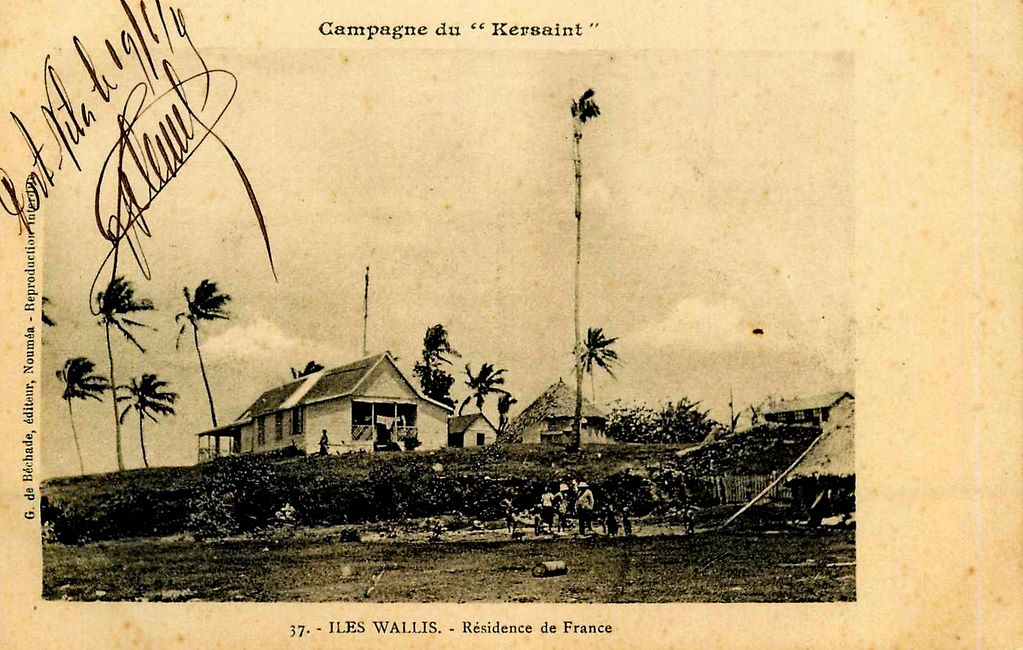
La résidence de France à Wallis au début du XXe siècle.

L'administration française constitue le troisième pouvoir en place, mais son influence reste faible. Le protectorat est administré par un résident. Il a pour rôle d'assurer l'ordre public, de conseiller les rois et de contrôler le budget. Toutefois, dans une société de don et contre-don, où les échanges monétaires sont extrêmement faibles: l'affirmation du pouvoir passe par la distribution de biens ostentatoires (nattes, cochons...) lors de grandes cérémonies coutumières (katoaga). Le résident a donc un pouvoir très limité et se borne alors à conseiller les rois et à gérer la vingtaine d'occidentaux présents sur Wallis - les missionnaires et les marchands. Il est secondé par un chancelier et opérateur radio, qui assure les communications avec l'extérieur, en particulier la Nouvelle-Calédonie. Au début des années 1930, ce poste est occupé par Alexis Bernast, qui finit par s'intégrer dans la société wallisienne et à jouer un rôle dans les affaires locales[réf. nécessaire].
En 1906, un accord signé avec le Lavelua prévoit que le résident soit également un médecin, membre du corps de santé colonial. Les résidents restent sur l'île en moyenne quatre ans, contrairement à la mission catholique qui est présente sur le long terme. Le résident habite à Wallis (avec son chancelier) et ne visite Futuna que quelques jours par an : les Futuniens sont donc plus autonomes, mais également plus délaissés par l'administration française en cas de besoin. Pour pallier le manque de moyens humains, le résident confie à un missionnaire le rôle de délégué. Un religieux joue donc le rôle de seul fonctionnaire de l'île. Cette situation se poursuit jusqu'aux années 1960, l'administration ne s'installant à Futuna qu'en 1959.
Le protectorat est financé par le ministère de la marine et des colonies. Outre les impôts sur les transactions commerciales, la philatélie constitue une source d'argent importante : d'après Frédéric Angleviel, entre 1928 et 1939, la vente de timbres représente la moitié des recettes du protectorat.
Si certains résidents comme Jean-Joseph David mettent en avant leurs réussites, le gouverneur de Nouvelle-Calédonie Georges Parisot se montre en 1947 très critique à l'égard de la présence française : « notre système d'administration de cet archipel est absolument périmé [...] qu'avons-nous fait pour ces indigènes en soixante ans de protectorat ? exactement rien, sinon un hôpital où la pluie passe par le toit [et] très souvent sans médicaments ». Jean-Claude Roux abonde en son sens : « l'administration coloniale n'a longtemps été qu'une pâle figurante, sans moyen, sans doctrine, devant improviser à chaque crise ».
La Seconde guerre mondiale marque le renforcement de la résidence. En 1942, une force de police indépendante est créée.

## Économie

### Agriculture vivrière et commerce

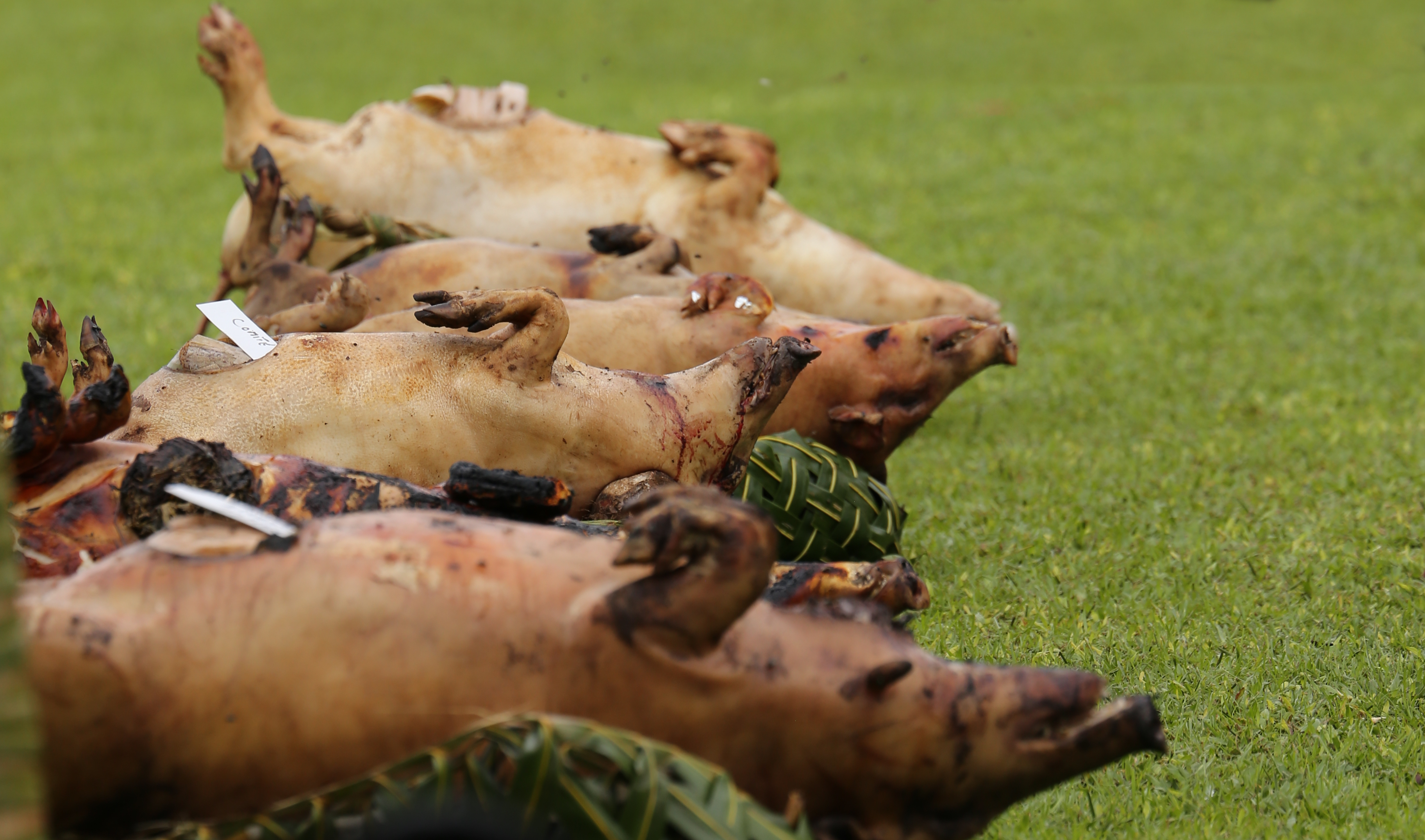
Les sociétés polynésiennes de Wallis et Futuna sont basées sur le don et le contre-don, notamment lors de cérémonies coutumières (katoaga) où sont offerts des nattes et des cochons, ainsi que des dons en argent.

Les habitants vivent de la pêche dans le lagon et de leurs cultures vivrières : taro, bananier, igname, kapé. L'élevage porcin est destiné à l'accomplissement de cérémonies coutumières comme le katoaga. Ces sociétés polynésiennes ne connaissent pas l'échange marchand mais reposent sur une logique de don et contre-don. La seule culture d'exportation est celle du cocotier dont les fruits sont transformés en coprah. En 1867, l'allemand Théodore Weber met au point une nouvelle technique de séchage du coprah vert, introduite à Wallis via les Samoa. Les résidents de France fondent le développement de l'île sur cette monoculture et les plantations de cocotiers s'étendent, mais cette industrie est ruinée dans les années 1930 par l'effet conjugué d'une invasion d'oryctes en 1930 et la chute du cours des oléagineux consécutive à la Grande Dépression.

L'arrivée des marins, puis des commerçants au début du XIXe siècle introduit la monnaie. Les monnaies utilisées au XIXe siècle sont celles de la région : en premier la piastre chilienne, ainsi que la livre anglaise et le dollar. Malgré les efforts des résidents et des commerçants, le franc français est peu utilisé par la population. Son usage est finalement imposé en 1931, et « achèv[e] de sceller l'intégration économique de l'archipel à Nouméa ». En 1945 est introduit le franc Pacifique (CFP), toujours en vigueur à Wallis-et-Futuna au XXIe siècle. En plus d'être utilisé pour la vente du coprah et l'achat de denrées extérieures, la monnaie a été intégrée aux échanges cérémoniels et des enveloppes d'argent s'ajoutent aux traditionnels cochons et nattes offerts. 

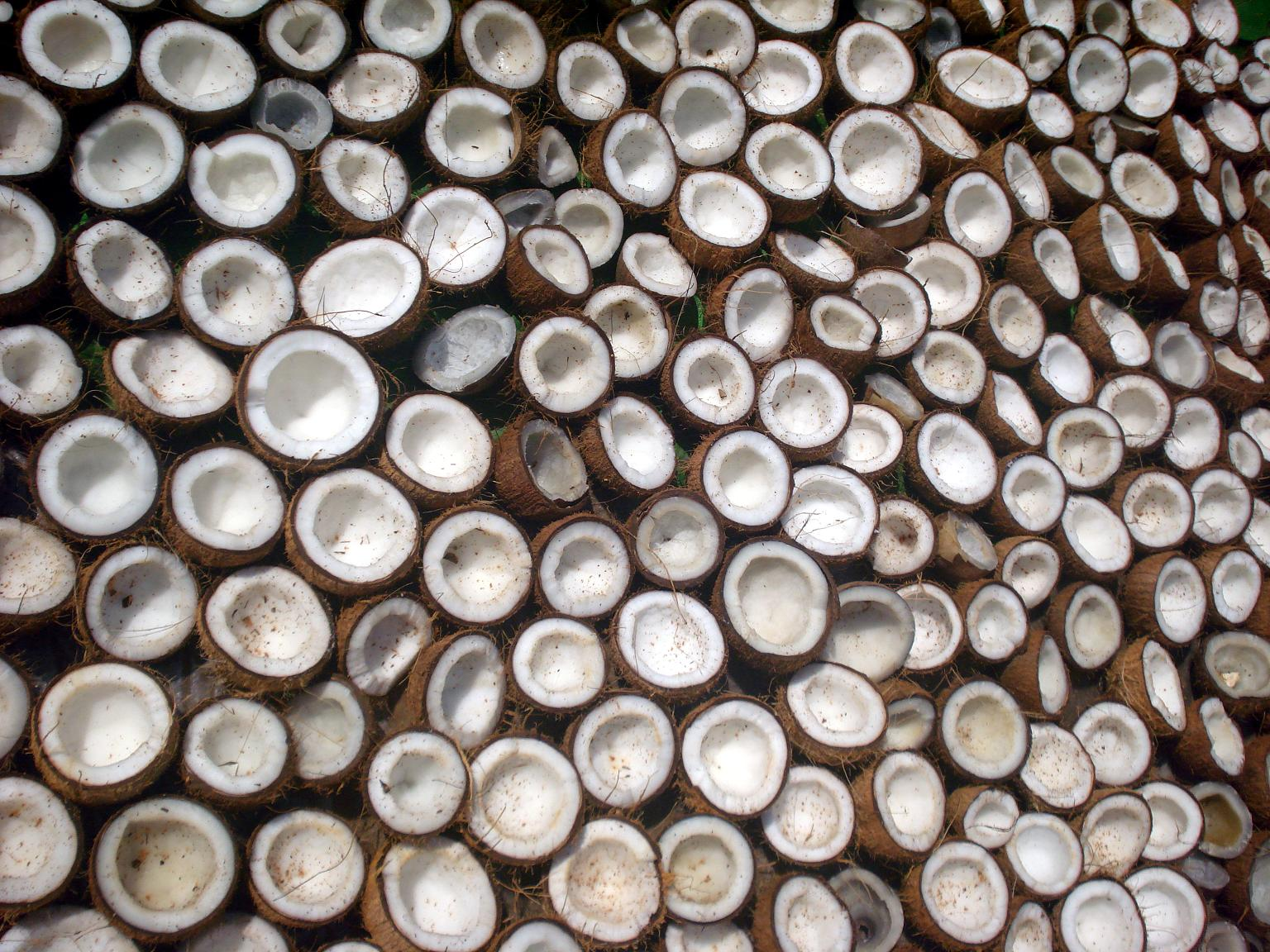
Avec le protectorat, les résidents français introduisent la culture du coprah pour l'exportation, la seule activité commerciale de l'archipel.

Certaines familles de commerçants, comme la famille Brial, jouent un rôle important dans les affaires locales. En 1910, la société australienne Burns Philp s'installe à Wallis, consolidant ainsi sa présence dans le Pacifique Sud. Julien Brial, un français, est responsable du comptoir de Wallis. Marié à une wallisienne de famille noble, Aloisia Brial, il s'implique fortement dans la vie politique locale. Son influence sur les insulaires est importante et il devient également un interlocuteur des résidents. En 1912, deux sociétés chinoises basées à Sydney s'implantent également sur l'île pour y faire le commerce du coprah, mais les Chinois repartent peu après.
Les relations entre les commerçants et les autorités locales n'ont pas toujours été faciles. Pour Jean-Claude Roux, « au souci de "bonnes affaires" des commerçants, correspondait chez les insulaires le souci de tirer le maximum des "étrangers" ». Dans les années 1920, les commerçants chinois s'allient avec Julien Brial pour former un monopole et baisser les salaires versés aux travailleurs wallisiens ; cette situation est dénoncée par les autorités coutumières.
Dans les années 1910-1920, les rois coutumiers décrètent également des interdits (tapu) sur le coprah afin de s'opposer aux abus des négociants ; cette pratique est très répandue à Futuna.
La Seconde Guerre mondiale bouleverse l'équilibre économique de Uvea: après une période d'isolement total, où certains produits de première nécessité viennent à manquer et où les habitants retournent à leurs cultures, les soldats américains arrivent en 1942 avec un très fort pouvoir d'achat et emploient de nombreux wallisiens et wallisiennes. Cela modifie l'équilibre politique, et le résident est forcé d'augmenter l'indemnité versée aux chefs coutumiers de mille pour cent en 1943. Les ressources versées par le ministère de l'outre-mer à la résidence de France augmentent après-guerre, ce qui permet la construction d'infrastructures routières, des dispensaires et de subventionner les écoles catholiques.
Le départ des Américains laisse l'économie wallisienne en crise, et si les exportations de coprah reprennent en 1948, elles ne font que décliner pendant les années 1950. « Faute d'argent et de coprah », la société Burns Philip quitte l'archipel après la guerre et en 1947, la société Lavoix de Nouméa la remplace. C'est Victor-Emmanuel Brial qui a la charge du comptoir. Ses frères Benjamin Brial à Wallis et Cyprien Brial à Futuna le remplacent en 1950. En 1950, les établissements Ballande, implantés en Nouvelle-Calédonie, ouvrent une succursale à Wallis : c'est la deuxième société commerciale française qui s'y établit. À l'instar de la famille Brial, Henri Loste, s'implique dans la vie politique. Plusieurs entreprises calédoniennes recrutent des Wallisiens et des Futuniens pour aller travailler en Nouvelle-Calédonie, ouvrant la voie à une émigration de travail.

### Fiscalité
Au début du protectorat, les ressources de administration sont maigres (mais les dépenses se limitent à l'indemnité versée au résident : en l'absence de budget, aucun projet ne peut être mené à bien. Le protectorat est financé par la Nouvelle-Calédonie, mais rapidement se pose la question d'un impôt local : « le problème fiscal a été une constante préoccupation de l'administration coloniale ».
En 1906, Viala tente d'instaurer un impôt personnel, mais se heurte à l'opposition de la mission (financée en grande partie par les dons des fidèles) et du Lavelua. Après négociations, le roi accepte de verser 900 piastres chiliennes de « contribution volontaire » par an, en échange de la présence d'un médecin résident sur l'île. L'augmentation de la taxe d'exportation du coprah est par contre refusée par le principal commerçant de l'île. En avril 1907, un cyclone frappe Futuna et faute de revenus commerciaux, les habitants ne peuvent verser leur contribution fiscale. En 1911, alors que le résident Brochard n'est plus sur le territoire, le Lavelua refuse de payer sa contribution annuelle.
En avril 1912, Brochard revient et rallie des chefs coutumiers qui se disent favorable à l'instauration d'un impôt de capitation, mais il n'est mis en place qu'à l'occasion de la Première Guerre mondiale, en partie grâce à l'intervention de l'évêque Joseph Félix Blanc qui convainc le roi, en cette période d'union sacrée. Cet impôt est perçu en livres anglaises et est donc affecté par le taux de change (la loi de 1928 multiplie ainsi par cinq la valeur d'une livre anglaise). En 1930, alors que le parasite orcyctes ravage les plantations de cocotiers à Wallis, provoquant l'effondrement de la production de coprah, l'impôt est beaucoup plus difficile à collecter. En conséquence, l'impôt est ramené en 1934 à 40 francs.

## Langues et enseignement
Les populations autochtones de Wallis et Futuna parlent leur langue polynésienne vernaculaire : le wallisien à Wallis et le futunien à Futuna.
Les contacts avec l'extérieur, notamment pour le commerce avec Fidji, se font majoritairement dans une forme pidginisée d'anglais, dont de nombreux mots pour désigner les techniques et les denrées européennes entrent dans les langues locales (mape « carte » de l'anglais map, suka « sucre » de sugar, sitima « bateau à moteur », de steamer, pepa « papier », de l'anglais paper, motoka « voiture » de motor-car, etc.),. L'usage de ce Pidgin English a perduré jusque dans les années 1930, période où la crise du coprah entraîne l'arrêt des relations commerciales avec les territoires anglophones voisins. L'anglais connaît un regain d'utilisation durant la Seconde Guerre mondiale avec la présence américaine.
Dès leur arrivée, les missionnaires prennent en charge l'enseignement. Leur objectif est de former un clergé autochtone et ils enseignent en langue locale la lecture, les mathématiques ainsi que le latin d'église. Des textes religieux en wallisien et en futunien sont imprimés à partir de 1843, avec de nombreux emprunts issus du latin ecclésiastique. En 1873, les missionnaires ouvrent un séminaire à Lano destiné à la formation des prêtres catholiques d'Océanie. Pendant soixante ans, des séminaristes de Tonga, Samoa, Niue, Futuna et Wallis y reçoivent un enseignement entièrement en wallisien. Les missionnaires jouent souvent un rôle d'interprète auprès des autorités françaises, ce qui leur confère un pouvoir non négligeable. La plupart du temps, en effet, le résident ne parle pas wallisien.
Le français n'est pas du tout enseigné, car il présente peu d'intérêt aux yeux des maristes. Rapidement, cette question devient un point d'achoppement avec l'administration, qui reproche au clergé de priver la population locale de la langue française. Pendant une brève période, des maristes sont envoyés par l'évêque Olier pour enseigner le français (jusqu'en 1911). La première école publique est ouverte en 1933 à Mata-Utu par le résident Brochard après d'âpres négociations. L'accord trouvé entre la mission et le résident prévoit que l'emploi du temps, destiné uniquement à l'apprentissage du français, n'interfère pas avec les écoles catholiques des missionnaires, et le clergé s'inquiète pour l'institutrice qui se doit d'être une catholique pratiquante. Mais l'école ferme quelques mois plus tard faute d'élèves. Ainsi le français reste quasiment absent du paysage linguistique durant toute la première moitié du XXe siècle.

## Postérité et perception
Pierre-Yves Le Meur et Valelia Muni Toke notent que dans les années 2010, la période du protectorat, « pourtant non exempte de violences coloniales », semble avoir été oubliée par les habitants au profit du statut de territoire puis collectivité d'outre-mer, « perçu comme le symbole d’un partenariat avec la France plutôt que d’une subordination ». Cela est d'autant plus fort que, dans les années 2010, l’État français souhaite exploiter les ressources minières des fonds marins dans la zone économique exclusive de Wallis-et-Futuna, suscitant une très forte opposition des habitants qui y voient une imposition coloniale, effaçant la perception de la France comme une puissance protectrice.